# Taxis
A taxis egy viselkedési reakció, amikor egy élőlény egy adott irányból érkező hatásra valamilyen irányult mozgással reagál (például valamilyen hatásra mozog egy adott irányban).
A taxis ógörög eredetű szó; elrendezést, intézkedést jelentett.
A taxis nem egyenlő a tropizmussal, mely helyzetváltoztató mozgás valamely inger vagy annak hiánya miatt az inger irányában. Főleg növényekre jellemző.
A kinézis sem taxis. A kinézis a térbeli orientáció legegyszerűbb formája, amelyben az állat válasza arányos az adott inger erősségével, de független annak térbeli tulajdonságaitól, irányától.

## Fajtái
Egy taxis pozitív, ha az élőlény az inger forrása felé mozog. Ha a stimulussal ellenkező irányú (tőle távolodó) a mozgás, akkor negatív taxisról beszélünk.
Kiváltó inger alapján sokféle taxis létezik, és ezeket a taxis szó elé csatolt előtag jelzi. Ilyenek az aerotaxis, anemotaxis, barotaxis, energiataxis, phonotaxis, kemotaxis, galavanotaxis, gravitaxis, hidrotaxis, magnetotaxis, rheotaxis, termotaxis, tigmotaxis stb.
Az élőlény érzékszervétől függően megkülönböztethető klinotaxis, tropotaxis és telotaxis.
Például a fotoszintetizáló egysejtűek a fény irányába mozognak. Itt a közvetlen stimulus a fény, a mozgás a fényforrás felé történik, ezért ez pozitív fototaxis.
Ha az éhes béka előtt bizonyos mérettartománynál kisebb tárgyat mozgatunk, a béka taxissal válaszol, vagyis a kis mozgó tárgy felé fordul, majd kicsapva a nyelvét elkapja azt (pl. legyet). A taxis abban bonyolultabb a feltétlen reflexnél, hogy az inger nemcsak kiváltja, hanem folyamatosan irányítja is a magatartást.[forrás?]

### Aerotaxis
Az aerotaxis az élőlény reakciója az oxigén koncentrációjára, ez főleg aerob baktériumokra jellemző.

### Kemotaxis
A kemotaxis esetén az élőlény egy vegyi anyag hatására reagál mozgással. Például az E. coli baktérium a cukor gradiensre reagál így.

### Energiataxis
Energiataxis tapasztalható egyes baktériumoknál, melyek érzékelik a sejt energiaállapotát, és ennek hatására mozognak.

### Fototaxis
A fototaxist mutató élőlények a fény hatására mozognak, a fény intenzitásától és iránytól függően. Pozitív fototaxis: amikor a mozgás iránya a fényforrás. Például fototaxist mutatnak a fototropikus organizmusok, melyek így orientálják magukat a fény felé fotoszintézishez; negatív fototaxis: a fény forrásával ellenkező irányú a mozgás (például ilyen a svábbogár).

### Termotaxis
A termotaxist mutató élőlények a hőmérsékleti gradienst követik mozgásaikban. Ezt a képességet arra használják, hogy elérjék a talajban az optimális szintet.
Például: penészspórák.

### Gravitaxis
Más néven geotaxisnak is hívják. Itt a mozgást a gravitáció érzékelése okozza.
Például a királyrák lárvája a pozitív fototaxis és a negatív gravitaxis kombinációját használja.

### Rheotaxis
A rheotaxis a folyadékok áramlására adott válaszviselkedés.
Pozitív rheotaxist mutatnak halak, melyek az áramlással szembefordulnak, és ezzel megtarthatják helyzetüket. Más halak a negatív rheotaxis szerint mozognak, így el tudnak kerülni számukra nemkívánatos áramlatokat.

### Magnetotaxis
A magnetotaxis a mágneses mező által kiváltott mozgás a mágneses mező irányába.
Ennek ellenére a fogalmat egy bizonyos baktériumra alkalmazzák, mely mágnest tartalmaz, és forgómozgást végez a mágneses tér hatására. Pontosabb elnevezése: mágneses baktériumok.

### Galvanotaxis / elektrotaxis
A galvanotaxis vagy elektrotaxis irányított mozgás az elektromos tér hatására.

### Phonotaxis
Organizmusok hang hatására történő mozgása.

### Polarotaxis
A polarotaxis az élőlényeknek a fény polarizációja által irányított mozgása (például bögöly, kérészek).

### Tigmotaxis
Tigmotaxis esetén az organizmus közvetlenül érzékeli a fizikai kontaktust vagy a környezet fizikai változását/hiányát (pl. a patkányok előnyben részesítik a csatornák széle melletti úszást).

### Klinotaxis
Klinotaxis olyan organizmusoknál tapasztalható, melyeknek vannak érzékelő sejtjeik, de ezek nem párosan fejlődtek ki. Az organizmus érzékeli a stimulusokat, és összehasonlítja a stimulus erősségét. Ha úgy érzékeli, hogy kiegyenlített a hatás, akkor egyenes irányban halad tovább. (Például: lepke lárvái).

### Tropotaxis
A tropotaxist páros érzékelővel rendelkező organizmusok mutatják. A páros érzékelőszervekkel el tudják dönteni, hogy mely irányba folytassák a mozgást (például haltetvek, szürke pillangó).

### Telotaxis
A telotaxishoz szintén páros érzékelő szerv szükséges. A mozgást az befolyásolja, mely oldalon erősebb a hatás. (pl. a méhek élelem keresésekor elhagyják a kaptárt, és a nap, valamint a virágtól jövő stimulusokat hasonlítják össze, és ez alapján döntenek az irányról).

### Mnemotaxis
Ez az emlékezeti válasza az organizmusnak. A hazataláláshoz a korábban memorizált stimulust használják fel.

### Haptotaxis
A haptotaxis jelensége a sejtek irányított mozgása vagy térbeli növekedésük részjelensége, melyet a vándorlás/növekedés felszínén elhelyezkedő adhéziós molekulák vagy egyéb kötött kemoattraktánsok változó gradiense irányít.